# Dolganka
Dolganka (en rus: Долганка) és una localitat rural del krai de l'Altai, a Rússia, que el 2016 tenia 1.288 habitants. Hi ha dotze carrers i un carreró.